# Perizoma albimacularia
Perizoma albimacularia là một loài bướm đêm trong họ Geometridae.